# 995
995(구백구십오)는 994보다 크고 996보다 작은 자연수다.

## 수학
- 합성수로, 그 약수는 1, 5, 199, 995다. 진약수의 합은 205이므로, 995는 부족수다.
  - 298번째 반소수다. 앞의 반소수는 993, 다음 반소수는 998이다.
  - 가장 큰 세 자리 홀수 반소수다.
- {\displaystyle 995=9^{2}+17^{2}+25^{2}}
  - 공차가 8인 세 자연수의 제곱합으로 나타낼 수 있는 가장 큰 세 자리 수다. 이 성질을 지닌 앞의 수는 896, 다음 수는 1100이다.
- {\displaystyle 61^{11}-1}은 995로 나누어떨어진다.

## 과학
- NGC 995(영어판): 안드로메다자리 방향에 있는 렌즈형은하.
- 995 스테른베르가(영어판): 소행성.

## 교통
- 아우토반 995호선: 바이에른주 뮌헨에서 브룬탈까지 이어지는 독일의 고속도로.
- 995번 홋카이도도(일본어판): 홋카이도 아바시리군 오조라정에서 비호로정까지 이어지는 일본의 도도(道道).

## 문화유산
- 대한민국의 보물 제995호: 봉화 축서사 석조비로자나불좌상 및 목조광배

## 방송
- 지니 TV의 애니맥스 채널 번호.
- LG헬로비전의 홈초이스 채널 번호.

## 기타
- 연도: 995년, 기원전 995년
- 995 피프스 애비뉴(영어판): 미국 뉴욕주 맨해튼에 존재했던 호텔.